# Мецер
Мецер (ивр. מצר‎) — кибуц в Хайфском округе Израиля, входящий в региональный совет Менаше. Относится к движению «Кибуц арци». Основан в 1953 году, основа экономики — сельское хозяйство и фабрика по производству пластиковых труб и систем капельного орошения.

## География
Кибуц Мецер расположен в Хайфском округе Израиля, на северо-западе исторической Самарии к северу от арабского города Бака-эль-Гарбия и в 7 км к юго-востоку от агломерации Пардес-Хана-Каркур.
Административно относится к региональному совету Менаше. Площадь Мецера — 400 га.

## История
Кибуц основан группой репатриантов из Аргентины, принадлежавших к движению «Ха-шомер ха-цаир». Первые из них прибыли в Израиль в 1951 году. Планировалось, что эти репатрианты станут основой приморского кибуца, и они проходили специальную подготовку на небольшом острове у места впадения реки Рио-Тигре в залив Ла-Плата. По прибытии первых членов группы в Израиль в 1951 году их подготовка продолжалась в кибуцах Мерхавия и Гаатон. Позже репатрианты были направлены на прохождение военной службы в подразделениях «НАХАЛЬ», и в это время было принято решение об изменении места запланированного кибуца — он был перенесён в район границы с Иорданией. Новое место определило название кибуца — одним из значений слова «Мецер» в иврите является «граница»; аналогично переводится название расположенной рядом арабской деревни Мейсер.
Официально кибуц Мецер был основан 8 сентября 1953 года, хотя подготовка его земель к сельскохозяйственной обработке началась до этого. Первыми культурами нового кибуца стали картофель, сорго и арахис, были разбиты огороды и начато создание яблоневых, грушевых и виноградных плантаций. Поселенцы, проживавшие первые дни в палатках, при помощи жителей соседних кибуцев за три дня построили три четырёхкомнатных барака, разместившись по четверо в каждой из комнат.
Первоначально значительная часть жителей Мецера работала в соседних посёлках, в частности в кибуце Маанит. В 1953 году появились первые дети, на следующий год Мецер обзавёлся собственным коровьим стадом, а ещё через год курятником, где было налажено производство яиц. Население кибуца росло за счёт новых групп членов движения «Ха-шомер ха-цаир» с Американского континента и из Израиля.
10 октября 2002 года на территорию Мецера проник вооружённый террорист. Столкнувшись на улице с супружеской парой, он убил женщину, затем убил ещё одну кибуцницу и двух её маленьких сыновей у них дома и наконец застрелил секретаря кибуца, прибывшего на звуки стрельбы.

## Население
По данным Центрального статистического бюро Израиля, население на начало 2020 года составляло 384 человека.
По данным на 2019 год, в Мецере проживали 384 человека, из которых 357 были евреями. По переписи населения 2008 года в кибуце проживали около 370 человек, более 95 % — евреи. Медианный возраст составлял 35 лет. Порядка 3/4 жителей составляли уроженцы Израиля, а 90 % жителей-репатриантов прибыли в страну до 1961 года. Менее 5 % жителей Мецера переехали в кибуц из других населённых пунктов Израиля за 5 лет, предшествовавших переписи населения.
Среди жителей в возрасте 15 лет и старше в браке в 2008 году состояли около 54 %, медианный возраст вступления в брак — 26 лет. На замужнюю женщину в среднем приходились 2,9 ребёнка. Средний размер домохозяйства составлял 2,5 человека, более чем в 50 % домохозяйств насчитывалось от 2 до 3 человек. У 22 % населения в возрасте 15 лет и старше было законченное среднее образование, у 32 % — академическая степень от бакалавра и выше.

## Хозяйство
Важное место в экономике кибуца занимает сельское хозяйство. В Мецере выращиваются органические хурма, авокадо, бананы и оливки. Другие отрасли сельского хозяйства — овощеводство, мясное и яичное птицеводство, производство молочных продуктов и телятины. Промышленность представлена в первую очередь заводом «Мецерплас», производящим водопроводные трубы и системы капельного орошения (основан в 1971 году). Также в Мецере работают фабрика по производству соусов и авторемонтная мастерская, кибуц является совладельцем расположенной у въезда в него бензоколонки (на паях с компанией «Делек»). В 2008 году более 3/4 жителей Мецера в возрасте до 15 лет входили в число трудоспособных граждан Израиля. Уровень безработицы среди трудоспособных жителей кибуца составлял менее 2,5 %. Около трети работников были заняты в промышленности, более трети в областях образования, здравоохранения и социальной поддержки, около 12 % в операциях с недвижимостью и финансовой сфере и менее 5 % в сельском хозяйстве.
В 2008 году в 88 % домохозяйств Мецера имелся компьютер, в 71 % — как минимум один автомобиль (в 17 % — два и больше), в среднем на домохозяйство приходились по 2 сотовых телефона. Средняя плотность населения составляла 0,8 человека на комнату.